# Vincent Jérôme
Vincent Jérôme (Château-Gonthiers, 26 november 1984) is een Frans voormalig wielrenner. Hij was actief als professional van 2005 tot 2015. Jérôme stond in Frankrijk bekend als een talent met een sterke sprint in de benen. In 2006 kreeg hij een contract bij Bouygues Télécom van Jean-René Bernaudeau, Team Europcar vanaf 2011, waar hij zijn gehele loopbaan heeft gereden. In 2004 won hij Parijs-Tours voor beloften.

## Belangrijkste overwinningen
2004
- Parijs-Tours (U23)

2005
- GP de Lys lez Lannoy

2011
- Tro Bro Leon

## Resultaten in voornaamste wedstrijden
| Jaar | Ronde van Italië | Ronde van Frankrijk | Ronde van Spanje |
| ---- | ---------------- | ------------------- | ---------------- |
| 2007 |                  |                     | 113e             |
| 2008 |                  |                     | 76e              |
| 2009 |                  |                     | opgave           |
| 2010 |                  |                     | 92e              |
| 2011 |                  | 155e                |                  |
| 2012 |                  | opgave              | 91e              |
| 2013 |                  |                     |                  |
| 2014 |                  |                     |                  |
| 2015 |                  |                     |                  |

| Jaar | Milaan-San Remo | Gent-Wevelgem | Ronde van Vlaanderen | Parijs-Roubaix | Amstel Gold Race | Luik-Bast.‑Luik | Ronde van Lombardije | Waalse Pijl |  | WK op de weg |
| ---- | --------------- | ------------- | -------------------- | -------------- | ---------------- | --------------- | -------------------- | ----------- |  | ------------ |
| 2007 |                 |               | 63e                  |                | 47e              |                 | 56e                  |             |  |              |
| 2008 | 100e            | 72e           | opgave               | 107e           | 81e              |                 |                      | 90e         |  |              |
| 2009 | 106e            |               |                      |                | opgave           |                 |                      |             |  |              |
| 2010 |                 |               |                      |                |                  |                 |                      |             |  |              |
| 2011 |                 |               | 29e                  |                |                  |                 | opgave               |             |  |              |
| 2012 |                 |               | 27e                  |                | 42e              | 71e             |                      |             |  | opgave       |
| 2013 | 39e             |               | 19e                  |                | 80e              | opgave          | opgave               | opgave      |  |              |
| 2014 | opgave          |               | 11e                  | opgave         |                  |                 | opgave               |             |  |              |
| 2015 |                 |               | opgave               | opgave         |                  |                 |                      |             |  |              |

## Ploegen
- 2005- Bouygues Télécom (stagiair)
- 2006- Bouygues Télécom
- 2007- Bouygues Télécom
- 2008- Bouygues Télécom
- 2009- Bbox-Bouygues Telecom
- 2010- Bbox-Bouygues Telecom
- 2011- Team Europcar
- 2012- Team Europcar
- 2013- Team Europcar
- 2014- Team Europcar
- 2015- Team Europcar